# Sand Land
Autre
Sand Land (サンドランド, Sando rando) est un manga d'Akira Toriyama, prépublié au Japon dans le Weekly Shōnen Jump #23 à #36/37 en 2000 et édité en français en 2002 par Glénat dans un volume unique. En octobre 2024, Glénat a ressorti le manga en Perfect Edition. L'action se déroule dans The World, l'univers d'Akira Toriyama. Il est entièrement dessiné par Akira Toriyama (y compris les décors et les tanks) contrairement aux autres séries où des assistants aidaient l'auteur pour une question de temps. On note tout particulièrement l'effort réalisé pour dessiner les tanks.
Une adaptation en film d'animation est sortie en août 2023, suivi d'une série d'ONA diffusée entre mars et mai 2024. Un jeu vidéo Sand Land est sorti le 26 avril 2024.

## Synopsis
Sand Land raconte l’histoire de Beelzebub, le Prince des Démons accompagné de Thief et d’un ancien shérif nommé Lao. Dans un monde futuriste connu sous le nom de Sand Land, la seule rivière qui alimentait le monde entier a soudainement été asséchée et la seule source d’eau potable est en possession du roi qui n’hésite pas à pratiquer des prix exorbitants. Les démons et les humains vivent ensemble dans ce monde de sécheresse jusqu’à ce que le shérif Lao informe Beelzebub de l’éventuelle existence d’une fontaine qui pourrait subvenir aux besoins des humains et des démons. Beelzebub et son ami Thief décident de l’accompagner à la recherche de cette ressource.

## Personnages

### Principaux
- Beelzebub (ベルゼブブ, Beruzebubu?) : c’est le prince des démons. Étant un démon, il est plus rapide, plus fort et plus résistant qu’un humain. Il a aussi un pouvoir qui consiste à se charger de l’énergie de la nuit pour la restituer au combat le jour.
- Thief (シーフ, Shīfu?) : c’est un vieux démon ami de Beelzebub. Sa spécialité est le vol en tout genre, pour cela il se déguise en père noël.
- Sheriff Rao (ラオ?) : c’est un shérif d’un petit village qui demande une alliance avec Beelzebub. Simple shérif au début de l’histoire on apprend par la suite qu'il est un ancien militaire : le général Shiba.

### Monstres
- Satan (サタン, Satan?) : c'est le Roi des monstres. Il ressemble énormément à Dabra, le Roi du royaume des démons dans le manga Dragon Ball.

### Armée du Roi
- Roi (国王, Kokuō?) : c’est lui qui a asséché la rivière en coupant l’eau avec un barrage. De ce fait, il a le monopole de l’eau sur la planète.
- Général Zeus (ゼウ大将軍, Zeu Daishogun?) : c’est un très vieil homme dont le corps est en partie robotisé, il ne marche plus, il lévite dans une grosse boule. C’est lui qui a ordonné l’extermination des Pitchs.
- Général Shiba (シバ将軍, Shiba Shogun?) : il s'agit de Lao.
- Général Arès (アレ将軍?) : au début il traque Lao, mais quand celui-ci apprend ce qu’il s’est vraiment passé pour les Pitchs, il s’allie à Lao.
- Docteur Pose (ドクター・ポセ?)

### Swimmers
Les Swimmers (スイマーズ, Suimāzu) sont une famille de bandits qui va d'abord vouloir empocher la récompense pour la capture de Lao et ses compagnons mais qui vont finalement les aider à détruire le barrage. Leur nom signifie Nageurs en anglais et les membres de cette famille portent également des noms de poissons.
- Papa (パパ?)
- Pike (パイク, Paiku?, Grand brochet en anglais)
- Shark (シャーク, Shāku?, Requin en anglais)
- Guppy (グッピー, Guppī?, Guppy en anglais)

### Picchi
Les Pitcchi (ピッチ人, Picchijin) sont un peuple réduit à néant par les humains car ils construisaient une machine capable de produire de l'eau, ce qui aurait pu arrêter le monopole de cette ressource par l'armée. C'est le général Shiba qui menait cet assaut sans savoir la réelle intention des Picchi. Beelzebub découvre que quelques picchi ont survécus.

## Liste des chapitres
- Chapitre 1 : Le départ (出発, Shuppatsu?)
- Chapitre 2 : La bande de malfrats (盗賊団, Dōzokudan?)
- Chapitre 3 : Le tank (戦車, Sensha?)
- Chapitre 4 : Le réservoir volant (飛行タンク, Hikō no tanku?)
- Chapitre 5 : La vérité sur un sombre secret (闇の真相, Yami no shinzō?)
- Chapitre 6 : Le porte-bonheur de Lao (ラオのお守り, Rao no omamori?)
- Chapitre 7 : Bataille de chars (戦車戦, Sensha Sen?)
- Chapitre 8 : Le général Shiba et le général Ares (シバ将軍とアレ将軍, Shiba shōgun to Are shōgun?)
- Chapitre 9 : Ce que cachait la tempête de sable (砂嵐のみつけたもの, Sunarashi no Mitsuketa mono?)
- Chapitre 10 : La fontaine mirage (幻の泉, Maboroshi no izumi?)
- Chapitre 11 : Le mystère de la source (水源の秘密, Suigen no himitsu?)
- Chapitre 12 : Beelzébub le démon (悪魔のベルゼブブ, Akuma no Beruzebubu?)
- Chapitre 13 : Vers la bataille finale (決戦の行方, Kessen no yukue?)
- Épilogue : Le fleuve (川, Kawa?)

## Adaptations
Le 8 décembre 2022, Bandai Namco a ouvert un site internet du nom de « Sand Land Project » dédié a un projet d'adaptation du manga en animée et y dévoile une première bande-annonce. Le site présente un compte à rebours qui prend fin le 17 décembre. À cette date, il dévoile divers informations notamment une adaptation en CGI coproduite par Sunrise, Kamikaze Douga et Anima et une sortie prévue pour 2023. Le film est sorti le 18 août 2023.
Une série d'ONA est ensuite diffusée entre mars et mai 2024.
Le 10 juin 2023, une adaptation en jeu vidéo est annoncée lors du Summer Game Fest. Le jeu Sand Land est sorti en avril 2024.